# Klíny
Klíny é uma comuna checa localizada na região de Ústí nad Labem, distrito de Most.